# Theretra marginata
Theretra marginata là một loài bướm đêm thuộc họ Sphingidae.

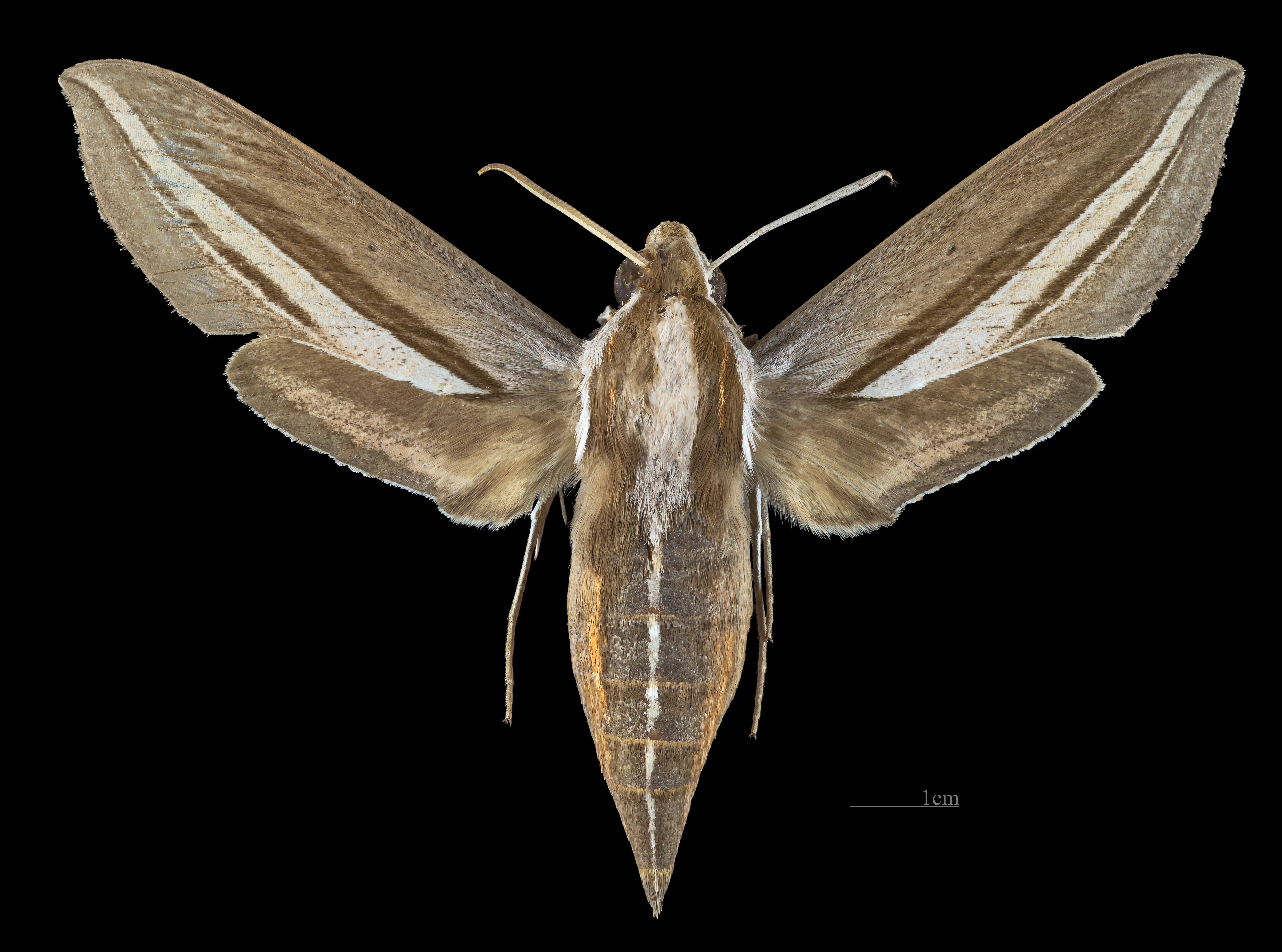
Theretra margarita   ♀
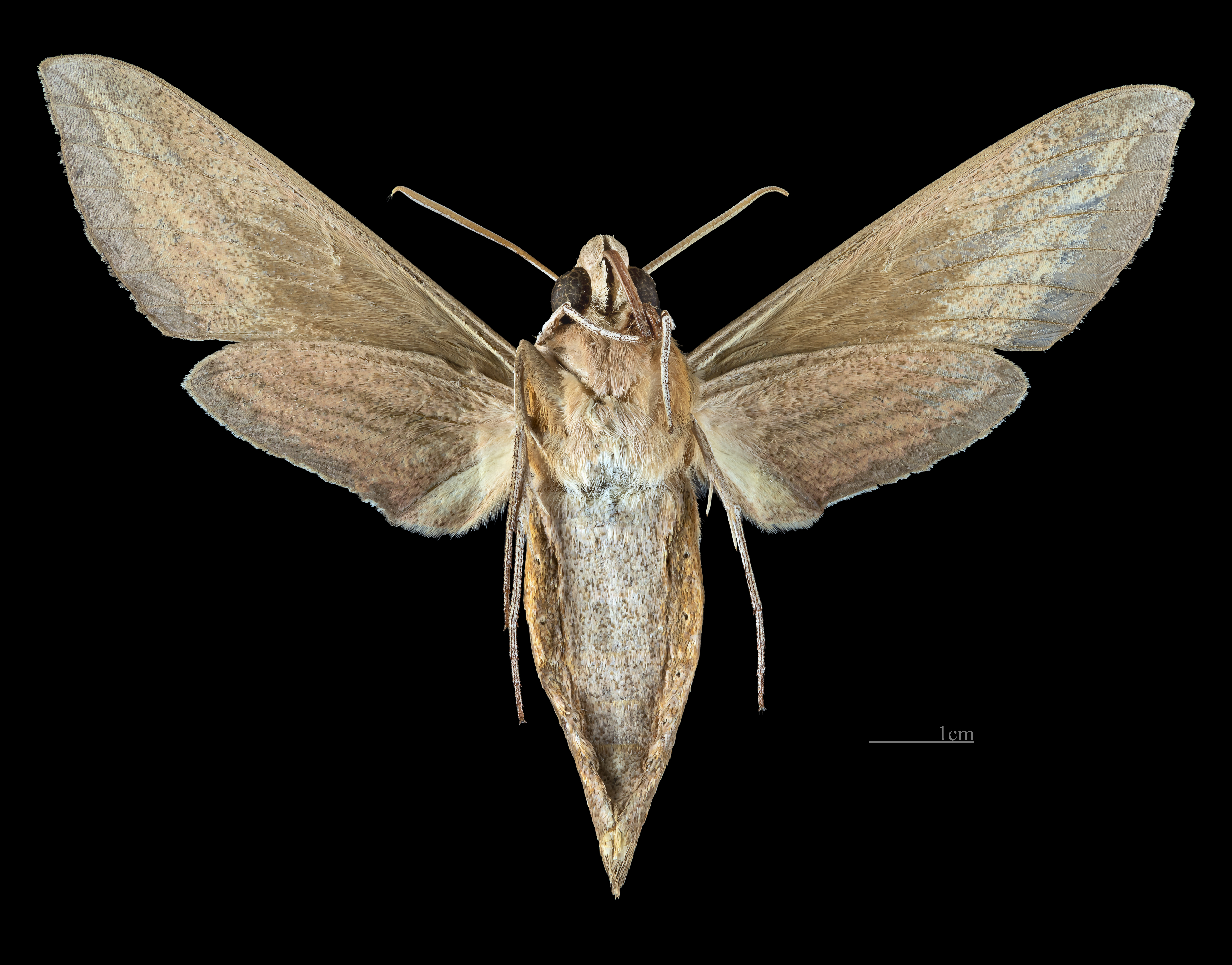
Theretra margarita   ♀ △